# 몬테프린시페역
몬테프린시페역(스페인어: Montepríncipe)은 스페인 마드리드 경전철 3호선의 역이다. 마드리드 지방 알코르콘 시의 몬테프린시페 지역 남쪽 끝에 있는 몬테프린시페 대로에 수직으로 놓여 있다. 보아디야 델 몬테 로터리와도 가깝다. 요금구역상으로는 B1구역에 속한다.
알코르콘 시에 위치해 있기는 하나 정작 시내로 향하려면 멀리 떨어져 있기 때문에 바로 찾아가기는 쉽지 않다.

## 역사
2007년 7월 27일 마드리드 경전철 3호선의 개통과 함께 문을 열었다. 반지하 구조로 지어져 있어 지상에 노출되어 있으며, M40과 M501 고속도로를 지나는 터널 사이에 자리잡고 있다.

## 환승 정보
역 주변에 버스 정류장이 두 곳 있다.
버스
- 시외버스
  - 571, 573번 노선 (주간)
  - N905번 노선 (야간)

경전철
| 마드리드 경전철            | 마드리드 경전철       | 마드리드 경전철                     |
| -------------------------- | --------------------- | ----------------------------------- |
| 레타마레스 콜로니아 하르딘 | 마드리드 경전철 3호선 | 벤토로 델 카노 푸에르타 데 보아디야 |